# Eliška Richtrová
Eliška Richtrová, z domu Klímová (ur. 1 lipca 1959 w Pradze) – czeska szachistka, arcymistrzyni od 1982 roku.

## Kariera szachowa
Pierwszy międzynarodowy sukces odniosła w 1978 r. w Kikindze, zdobywając srebrny medal indywidualnych mistrzostw Europy juniorek. W 1981 r. zwyciężyła (wspólnie z Dusicą Cejić) w Nowym Sadzie, a 1982 r. zajęła I m. w Decinie. W tym samym roku po raz pierwszy wystąpiła w turnieju międzystrefowym (eliminacji mistrzostw świata), zajmując w Bad Kissingen IV-V m. (wspólnie z Barbarą Hund). W 1987 r. zwyciężyła w Balatonfured oraz po raz drugi wystartowała w turnieju międzystrefowym (rozegranym w Smederevskiej Palance), ponownie będąc o krok od awansu (podzieliła II-IV m. wspólnie z Iriną Lewitiną i Noną Gaprindaszwili, ale w dogrywce zajęła ostatnie miejsce, nie dające dalszej kwalifikacji). W 1990 r. zajęła II m. (za Noną Gaprindaszwili) w Wuppertalu i po raz trzeci wystąpiła w turnieju międzystrefowym, zajmując w Azowie III m. i osiągając życiowy sukces w postaci awansu do turnieju pretendentek. W turnieju tym (Bordżomi 1990) zajęła ostatnie, VIII m., ale wynik ten odpowiadał wówczas dziewiątej pozycji na świecie. W 1991 r. zajęła I m. (wspólnie z Ritą Hennigan) w Farum, dwa lata później powtarzając to osiągnięcie (wspólnie z Ritą Kas-Fromm). W połowie lat 90. w znacznym stopniu ograniczyła turniejową aktywność, od tego czasu biorąc udział jedynie w rozgrywkach drużynowych w Czechach i Niemczech.
Pomiędzy 1977 a 1988 r. siedmiokrotnie zdobyła medale indywidualnych mistrzostw Czechosłowacji, w tym 5 złotych (1979, 1980, 1981, 1982, 1988) oraz 2 srebrne (1977, 1978).
W latach 1988–1992 trzykrotnie wystąpiła na I szachownicy reprezentacji Czechosłowacji na szachowych olimpiadach, zdobywając 22 pkt w 41 partiach.
Najwyższy ranking w karierze osiągnęła 1 lipca 1987 r., z wynikiem 2380 punktów dzieliła wówczas 10-11. miejsce (wspólnie ze Swietłaną Matwiejewą) na światowej liście FIDE, jednocześnie zajmując 1. miejsce wśród czechosłowackich szachistek.